# جان بيرنبوم
جان بيرنبوم (بالفرنسية: Jean Birnbaum)‏ هو صحفي فرنسي، ولد في 1974.